# Narcissus dubius
Narcissus dubius là một loài thực vật có hoa trong họ Amaryllidaceae. Loài này được Gouan mô tả khoa học đầu tiên năm 1773.

## Hình ảnh

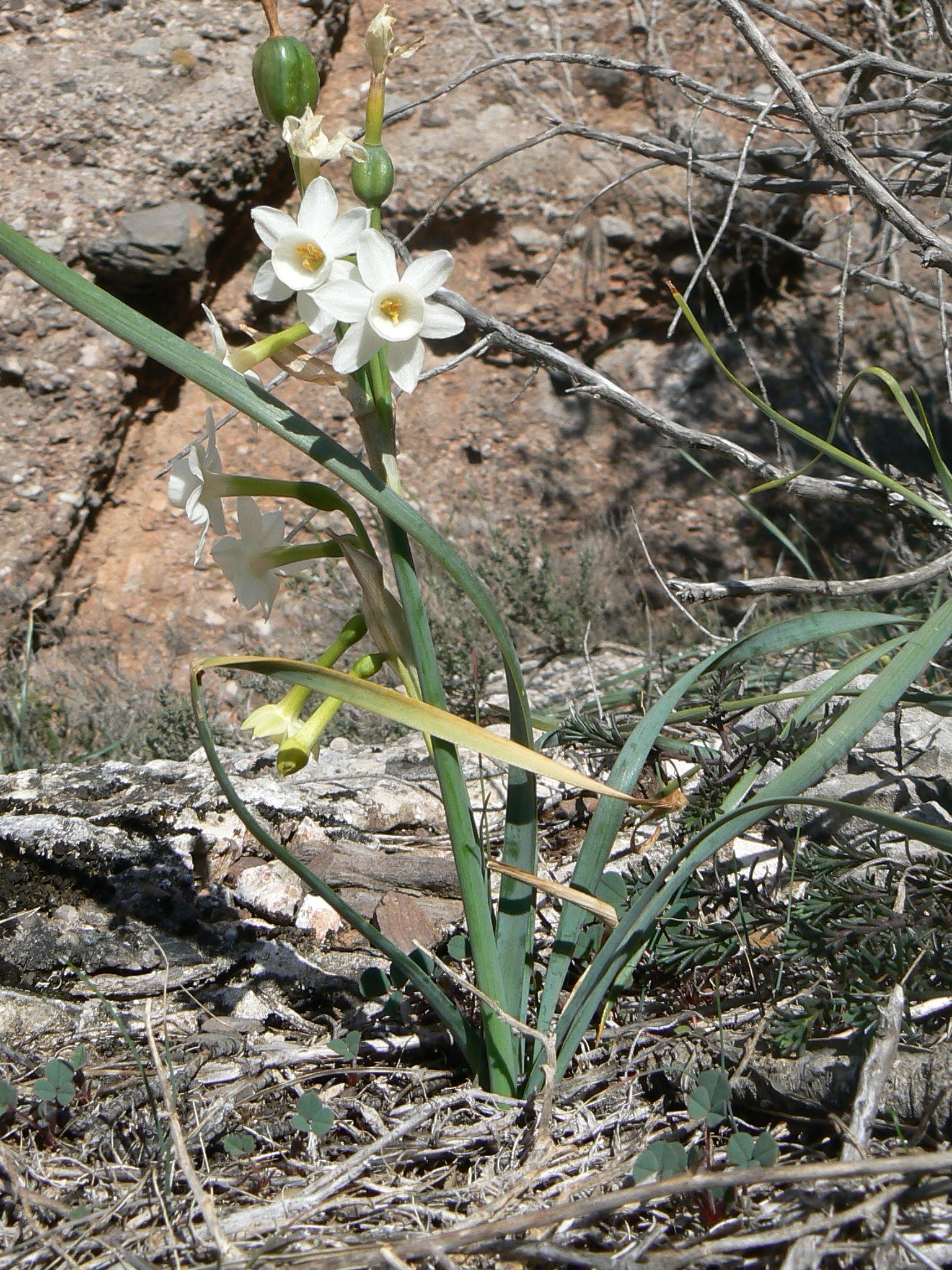
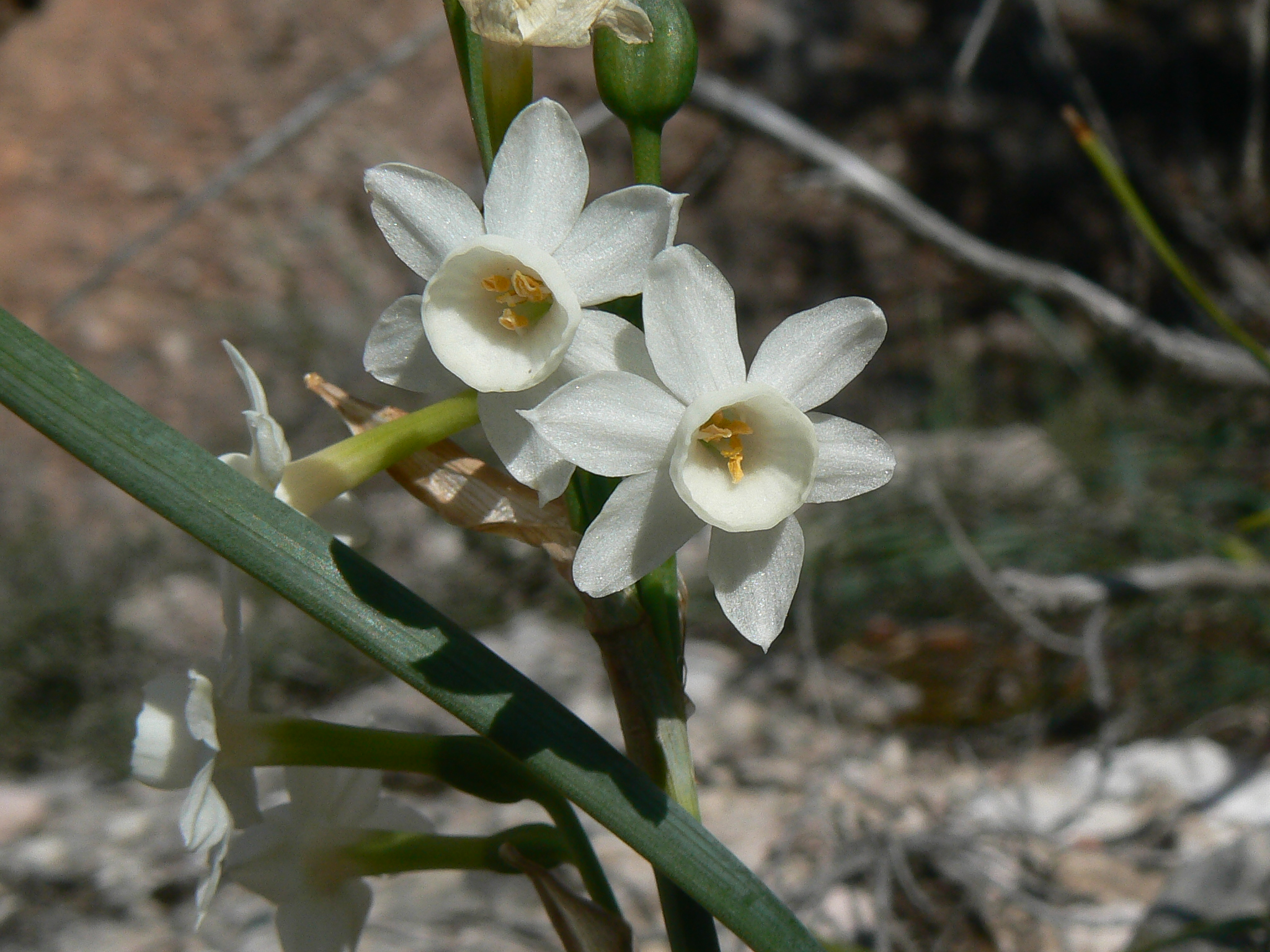
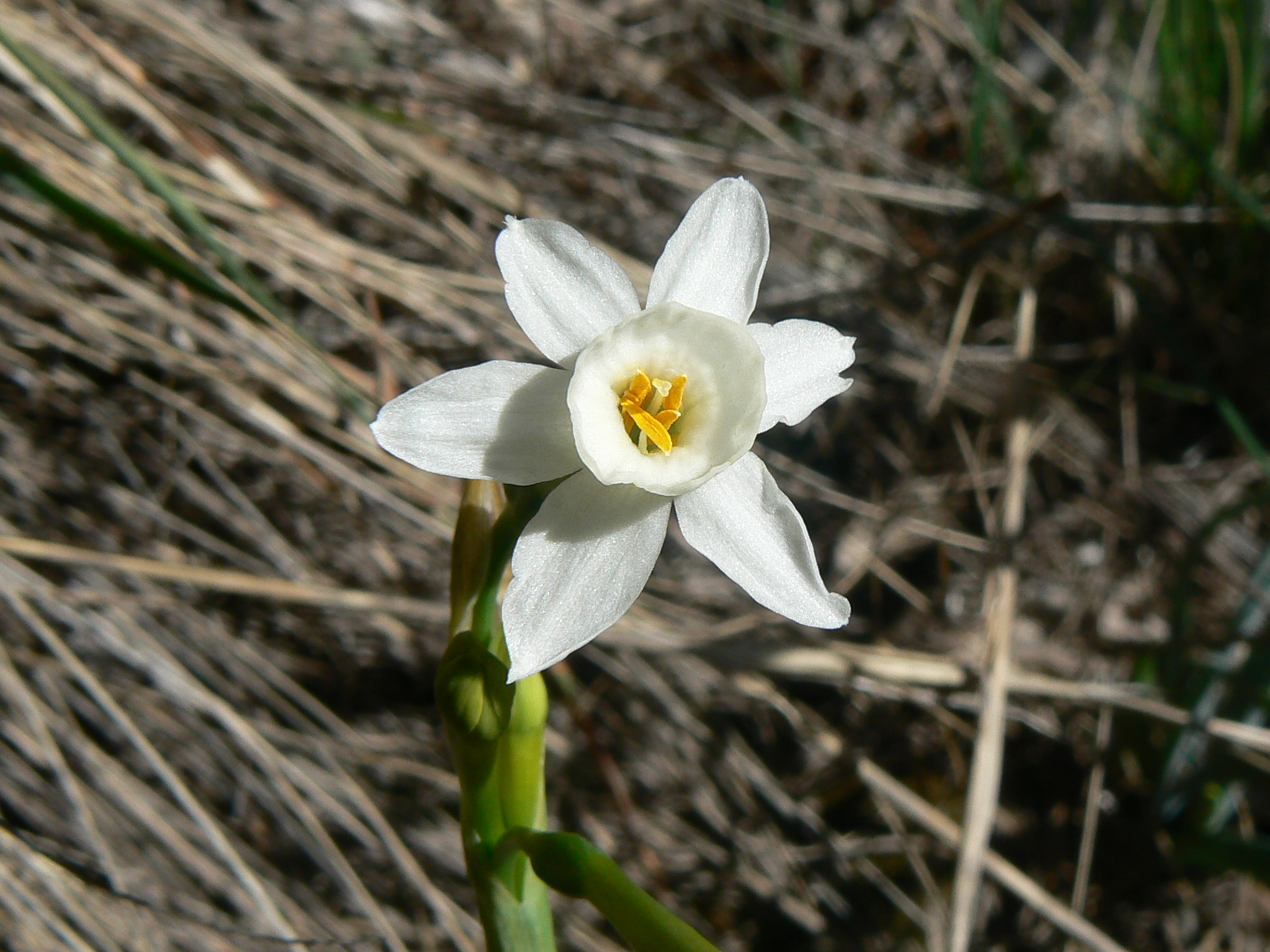
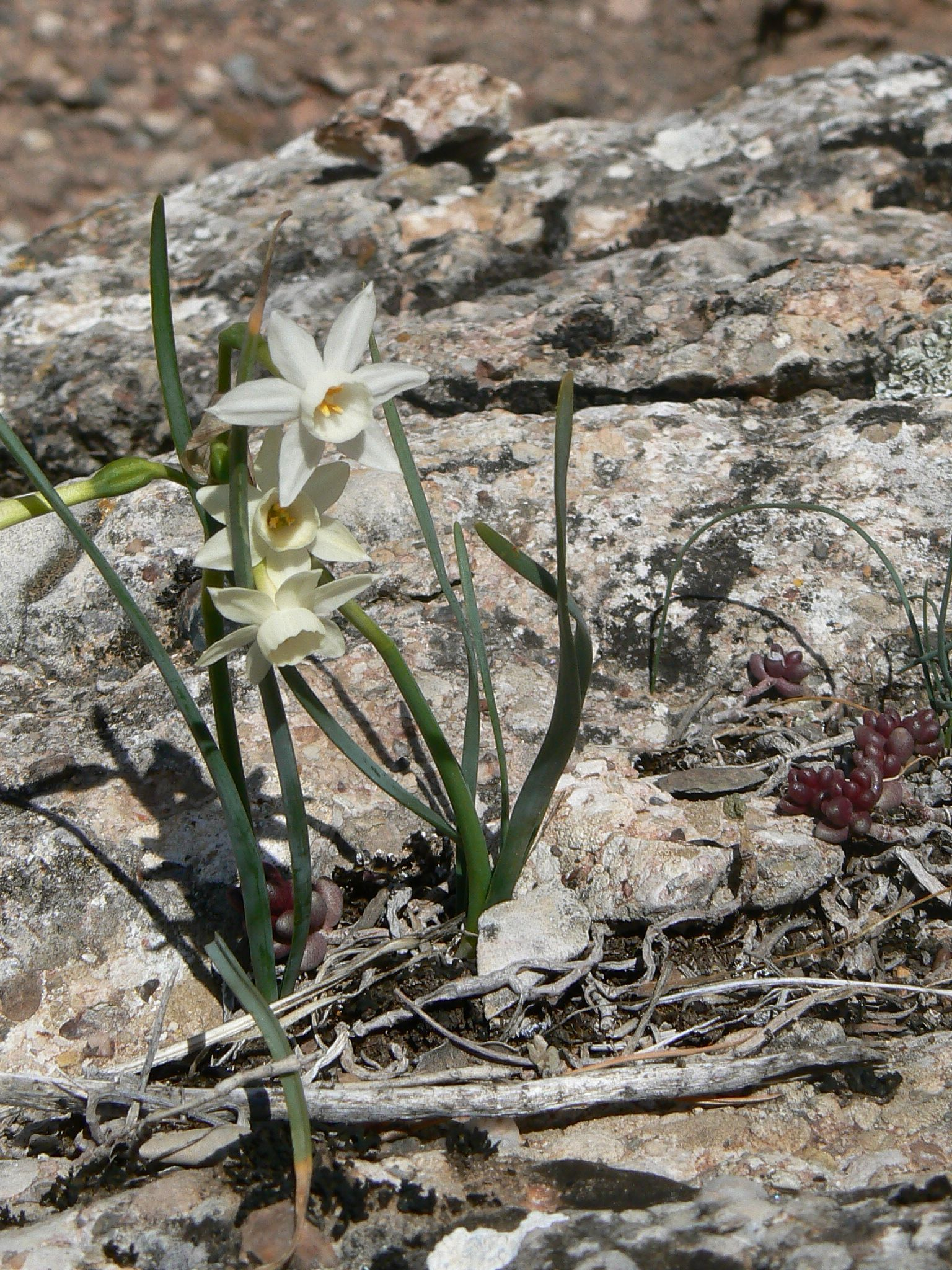